# Palazzo Franchetti (Pisa)
Palazzo Franchetti è un palazzo ottocentesco situato a Pisa tra Lungarno Galilei e Via San Martino. Ospita la sede del Consorzio 4 Basso Valdarno, precedentemente Ufficio dei fiumi e fossi, e rappresenta l'unico spazio verde di Lungarno Galilei. Nel giardino del palazzo un tempo sorgeva la vecchia abitazione del Conte Ugolino della Gherardesca.

## Storia
Palazzo Franchetti, proprietà nell'Ottocento della famiglia ebraica livornese Franchetti, ha un'origine più antica.
Nel Cinquecento, come risulta da un atto notarile del 1589, era diviso in due palazzi nobiliari costruiti sulla base di case-torri medievali, appartenenti uno alla famiglia Lanfranchi e uno alla famiglia del Torto. I due palazzi furono successivamente uniti in quello attuale.
Ai del Torto si deve la realizzazione, nel 1591, dell’ancora esistente cavalcavia che collega palazzo Franchetti al palazzo adiacente, oltre il vicolo Del Torti. La facciata su via San Martino della dimora dei del Torto, risistemata nel 1595, era composta da cinque assi. Le finestre erano realizzate in pietra serena, ricorrente nell’architettura pisana del XVI secolo. L'assenza di simmetria nel progetto fa pensare che i lavori fossero stati molto condizionati dalle strutture preesistenti.
Il palazzo della famiglia Lanfranchi, costituito da tre piani con due mezzanini e un seminterrato con ambienti dotati di volte a mattoni, era invece il frutto di un intervento più radicale. Ogni piano possedeva sette assi con aperture decorate in pietra serena. In più, sopra ai timpani semicircolari delle porte, era collocato lo stemma familiare. Le decorazioni interne erano state commissionate ad Agostino Ghirlanda, con gli affreschi del Bagno delle ninfe nella sala al piano terra e dell'Olimpo con gli Dei nel salone al piano nobile. Altre decorazioni a grottesca sono presenti nelle volte delle scale. Questi dipinti testimoniano la volontà della nobiltà pisana del XVI secolo di uguagliare la maestosità dei palazzi fiorentini.
La famiglia Lanfranchi affittò il proprio palazzo a diversi residenti. Tra questi si hanno, nel corso del XVII secolo, Antonio Pallavicino e Valerio e Camillo Campiglia. Nel 1629 il palazzo fu venduto alla famiglia Pucciardi, la quale, dopo il proprio fallimento, lasciò la dimora priva di proprietario. Successivamente il palazzo fu acquistato da Antonio Campiglia. Infine, nel XVIII secolo, la struttura accolse la sede della Magistratura dei Consoli del Mare. All’epoca l’edificio era composto da due piani con mezzanini intermedi, un cortile, un orto, una fonte, un pozzo, una pila, una stalla ed una rimessa, con due ingressi rispettivamente da via San Martino e da lungarno Galilei.
L’attuale palazzo Franchetti era quindi, nel 1783, diviso in tre parti: la Magistratura dei Consoli del Mare, la dimora dei del Torto e una casa, di proprietà di Antonio Mannaioni, nell’attuale giardino del palazzo, dal lato di vicolo Del Torti, adiacente alla proprietà dei del Torto. La casa era articolata in due piani propri di pozzo e pila, più un piaggione con trentacinque buche per il grano.
Successivamente il palazzo della Magistratura dei Consoli del Mare passò nelle mani dei fratelli Galli. Nel 1818 Mannaioni cedette la proprietà a Ferdinando Sbrana. Nello stesso anno la famiglia del Torto, a causa di problemi economici, dovette vendere il palazzo, che fu comprato dalla famiglia della Fanteria.
Nell'Ottocento i due fratelli Franchetti mossi dal desiderio di ostentare la propria ricchezza, desideravano unificare uno dei più bei palazzi del Lungarno pisano, allora ancora diviso fra tre proprietari. Nel 1833, i Franchetti acquistarono quindi il palazzo di proprietà dei Galli. Quest’ultimo era allora strutturato in tre piani più un mezzanino e cantine sotterranee. Un’arme con mascherone e due teste di montone sovrastava la porta d’ingresso di via San Martino, mentre l’ingresso del lungarno portava a un giardino, chiuso tra due muri e dotato di fontana, e ad una limonaia. Sempre nel 1833 i due fratelli comprarono la proprietà di Ferdinando Sbrana, l’unica zona rimasta non edificata in quanto considerata il posto dove un tempo sorgeva la casa del conte Ugolino della Gherardesca, dunque area sopra la quale, secondo la leggenda, era stato buttato il sale affinché il terreno diventasse sterile. Infine, dopo l’acquisto, nel 1833, della proprietà dei Della Fanteria, il progetto di riunificazione fu completato e il complesso prese il nome attuale di palazzo Franchetti.
Le tre proprietà riunificate dai due fratelli presentavano però diverse discrepanze strutturali. A questo proposito i Franchetti si rivolsero ad uno dei più rinomati architetti pisani del tempo, Alessandro Gherardesca, che unificò le facciate dei palazzi su via San Martino e realizzò due ali rispettivamente sui lati est ed ovest della struttura, dalla parte del lungarno. Vennero quindi demoliti la proprietà di Sbrana, il piaggione e la limonaia per favorire la realizzazione di un giardino affacciato sul lungarno Galilei.
Nel 1888 l’edificio fu ceduto ad un imprenditore, Vincenzo Trampolini che, successivamente, decise di vendere l’immobile all'Ufficio dei fiumi e fossi. La procedura si concluse nel 1910. Secondo la volontà di Trampolini, la vendita prevedeva il palazzo nella sua totalità, fatta eccezione per gli affreschi. Questi sarebbero stati rimossi e l’imprenditore si sarebbe reso disponibile per far realizzare a sue spese nuove decorazioni che rispettassero il gusto dell’acquirente, altrimenti quest’ultimo avrebbe potuto comprare gli affreschi originali. Già nel 1908 Trampolini si era rivolto alla ditta Stefanoni di Bergamo per la valutazione ed il trasporto degli affreschi, che vennero approvati. Tuttavia, durante le trattative per la vendita delle opere, il Ministero e l’Associazione dell’Arte impedirono le procedure in quanto le decorazioni rappresentavano un importante patrimonio artistico per la città. Fu così che nel 1914 l'Ufficio dei Fiumi e Fossi divenne proprietario anche degli affreschi, i quali avevano però bisogno di manutenzioni. Venne quindi effettuato un primo intervento, grazie alla proposta di Domenico Fiscati, il quale suggeriva di distaccare le pitture per poi ricollocarle, dopo aver restaurato le volte a crociera che le ospitavano. Una seconda proposta venne fatta nel 1973 dall’allora presidente del consorzio, Giovanni Tadini Buoninsegni, e realizzata solo nel 1981. Queste azioni di manutenzione sono state confermate da recenti studi che testimoniano la presenza di ridipinture effettuate sopra all’originale.
Infine, in seguito ai danni provocati dallo scoppio delle mine nel 1944, Palazzo Franchetti è stato sottoposto ad una serie di lavori di restauro che hanno permesso all’antica residenza nobiliare di ospitare uffici e appartamenti.
Attualmente il palazzo accoglie la sede del Consorzio 4 Basso Valdarno e mantiene un alto valore architettonico e decorativo: al suo interno sono conservati gli affreschi e le grottesche del Ghirlanda e della sua bottega.

### Progetto di Alessandro Gherardesca
Nel 1838 ad Alessandro Gherardesca fu chiesto di affiancare Gaetano Becherucci nella ricerca di un palazzo che avrebbe dovuto ospitare la nuova sede del riformato tribunale civile. Dopo una fallimentare ricerca tra i palazzi pubblici, vennero presi in considerazione alcuni di quelli privati, tra cui anche palazzo Franchetti.
L’architetto, che già conosceva l’immobile in quanto i fratelli Franchetti gli avevano in precedenza commissionato i lavori di modernizzazione, ebbe l’idea di unire in esso il tribunale e l’Accademia delle Belle Arti, nonostante le differenze dei temi trattati dalle due istituzioni. Il tribunale sarebbe stato situato al primo piano del palazzo. Una delle sale sarebbe stata ampliata ed abbassata per renderla più adatta alla sua futura funzione ed uniforme a tutto il resto della struttura. Inoltre, una grande finestra a emiciclo sarebbe stata realizzata con lo scopo di ottenere una migliore illuminazione nella sala principale. L’Accademia delle Belle Arti si sarebbe invece trovata al piano terra, nelle due ali est ed ovest del palazzo. La costruzione di due nuove sale avrebbe permesso all'Accademia di avere un’entrata sul Lungarno, diversa rispetto a quella del tribunale.
L’idea del Gherardesca non era però condivisa da Becherucci, il quale non trovava funzionale unire due istituzioni così diverse. Per questo, nel 1839, scrisse una relazione nella quale evidenziava le diverse problematiche del palazzo, tra cui le ridotte dimensioni delle stanze e la scarsa illuminazione. In più faceva notare l’impossibilità di costruire nel giardino, in quanto anni prima la famiglia dal Borgo aveva stipulato un patto con l’allora proprietario del palazzo, Ferdinando Sbrana, per evitare che venisse coperta la vista che la famiglia aveva sul Lungarno. Questa condizione sarebbe rimasta fin quando i dal Borgo avessero posseduto la residenza nella loro proprietà e chiunque avesse contravvenuto al patto avrebbe dovuto corrispondere una somma di denaro alla famiglia. Becherucci faceva poi notare le evidenti asimmetrie del palazzo, dovute all’accorpamento di più strutture, le quali avrebbero richiesto ingenti interventi strutturali per essere risolte.
Vista questa scoraggiante relazione l’ingegnere Ridolfo Castinelli giudicò non eseguibile il progetto del Gherardesca.

## Gli scavi e la casa del Conte Ugolino
Nel luglio 2016 a palazzo Franchetti, con 40.000 euro di finanziamenti a carico del Consorzio 4 Basso Valdarno, sono partiti degli scavi che hanno coinvolto una grossa fetta del giardino del palazzo, con l’obiettivo di portare alla luce la casa del conte Ugolino della Gherardesca. Quest’ultima era stata distrutta dopo la destituzione ed imprigionamento del Conte.
La zona esatta dove si sarebbe dovuta trovare la vecchia casa del conte Ugolino è indicata in un atto notarile del 1833, nel quale viene certificato il passaggio di proprietà dalla famiglia Sbrana ai fratelli Franchetti. Successivamente al recupero di questa informazione, nel 2010 furono fatti degli accertamenti che rilevarono la presenza di strutture murarie sepolte, profonde 0,89 metri fino a circa 1,59 metri, a conferma di quanto affermato nell’atto notarile.
Nell’agosto del 2016 gli scavi hanno portato alla luce reperti in due aree diverse del giardino. In una sono stati ritrovati i resti di pavimentazioni e strutture perimetrali appartenenti alla casa del conte Ugolino, con chiare tracce della sua distruzione, avvenuta dopo la morte del conte. I reperti di questa prima zona testimoniano una frequentazione attiva del luogo nel XII secolo; sempre in questa area, sono stati ritrovati sei sili in laterizio, un tempo appartenenti al piaggione, spazio adibito alla conservazione del grano. Nella seconda zona è stato possibile osservare i resti di murature e pavimentazioni di un grande edificio, risalente al XII secolo. Esso riporta segni di frequentazione anche successivi alla distruzione della casa dei della Gherardesca, fino al Seicento, quando il palazzo vedeva proprietari la famiglia Lanfranchi e la magistratura dei Consoli del Mare. In questa area sono state osservate, per la prima volta in territorio pisano, diverse ghiacciaie seminterrate.
Tutti i reperti ritrovati sono oggi conservati all'interno del palazzo, mentre il giardino è stato riqualificato. Questo perché con la realizzazione gli scavi erano stati abbattuti alcuni alberi di quella che tuttora rappresenta l’unica zona verde del lungarno Galilei.